# Le Passage, Lot-et-Garonne
Le Passage là một xã thuộc tỉnh Lot-et-Garonne trong vùng Nouvelle-Aquitaine phía tây nam nước Pháp. Xã này nằm ở khu vực có độ cao trung bình 50 mét trên mực nước biển.
Agen - La Garenne Aerodrome nằm ở Le Passage.
Trước đây Le Passage d'Agen thuộc khu vực đô thị Agen nhưng sau năm 1945 được tách ra.